# Bielawki (województwo łódzkie)
Bielawki – wieś w Polsce położona w województwie łódzkim, w powiecie kutnowskim, w gminie Kutno.

## Historia
Od 1867 w gminie Kutno. W okresie międzywojennym należały do powiatu kutnowskiego w woj. warszawskim. 20 października 1933 utworzono gromadę Bielawki w granicach gminy Kutno, składającą się ze wsi i folwarku Bielawki oraz wsi i folwarku Stara Wieś. 1 kwietnia 1939 wraz z całym powiatem kutnowskim przeniesione do woj. łódzkiego. Podczas II wojny światowej włączone do III Rzeszy.
Po wojnie Bielawki powróciły do powiatu kutnowskiego w województwie łódzkim, jako jedna z 22 gromad gminy Kutno. W związku z reorganizacją administracji wiejskiej jesienią 1954, weszły w skład nowej gromady Kutno, a po jej zniesieniu 29 lutego 1956 – do gromady Bielawki. Gromadę Bielawki  zniesiono 1 lipca 1968, a Bielawki włączono do nowo utworzonej gromady Kutno-Wschód. W 1971 roku wraz ze Starą Wsią liczyły 452 mieszkańców.
Od 1 stycznia 1973 w gminie Kutno jako część sołectwa Bielawki.
2 lipca 1976 część Bielawek (a także część Starej Wsi) włączono do Kutna. Poza granicami miasta pozostała główna część Bielawek.
W latach 1975–1998 miejscowość administracyjnie należała do województwa płockiego.